# Конте, Антонио
Анто́нио Ко́нте (итал. Antonio Conte; [anˈtɔːnjo ˈkonte]; род. 31 июля 1969, Лечче, Апулия) — итальянский футбольный тренер, ранее выступавший как футболист на позиции полузащитника. Главный тренер клуба «Наполи».
Начал свою футбольную карьеру в «Лечче», клубе из своего родного города, впоследствии оказавшись в туринском «Ювентусе». В составе этого клуба Конте выступал в течение двенадцати лет, из-за чего итальянец получил безмерное уважение и любовь от фанатов этой команды. Был капитаном «старой синьоры», один раз выиграл Лигу чемпионов, пять раз — Серию А и множество других различных трофеев. Конте вызывался и в национальную сборную Италии, в составе которой полузащитник принял участие на чемпионате мира 1994 года и чемпионате Европы 2000 года, оба раза заняв со сборной призовые места по итогам турниров.
В 2006 году Конте начал тренерскую карьеру, приведя сначала «Бари» (2008/09), а затем и «Сиену» (2010/11) к выходу в Серию А из Серии В. В 2011 году стал главным тренером «Ювентуса», где ему удалось реализовать на поле построение 3-5-2, в результате чего туринский клуб смог выиграть три титула Серии А подряд. В 2014 году Конте покинул «Ювентус», став тренером сборной Италии, с которой Конте принял участие на чемпионате Европы 2016 года, после прохождения которого Антонио покинул свой пост. В апреле этого же года стал менеджером лондонского «Челси», приведя «синих» к титулу Премьер-лиги в свой первый же сезон в команде. В следующем сезоне итальянец выиграл Кубок Англии, но из-за разногласий с руководством был уволен в июле 2018 года. Летом следующего года возглавил «Интер», с которым в первый сезон занял второе место в Серии А и вышел в финал Лиги Европы, а во второй сезон выиграл чемпионский титул. Осенью 2021 года возглавил «Тоттенхэм», но в марте 2023 года расторг контракт с клубом по обоюдному согласию. Летом 2024 года стал главным тренером «Наполи», с которым в первый же сезон выиграл чемпионский титул, тем самым став первым тренером, выигрывавшим «скудетто» с тремя различными клубами

## Клубная карьера

### «Лечче»
Антонио Конте родился 31 июля 1969 года в Лечче, где и начал делать первые шаги в футболе.
«Лечче» дебютировал в элите итальянского футбола вместе с Антонио в сезоне 1985/86, а свой первый матч в Серии А Конте провёл в возрасте 16 лет 6 апреля 1986 против «Пизы». Но в том сезоне «Лечче» не смог сохранить место в Серии А и вылетел в Серию В, заняв при этом последнее место. Антонио Конте в своём первом сезоне провёл всего лишь две игры.
В начале следующего сезона Конте сыграл 2 матча в Кубке Италии и получил тяжёлую травму — перелом большой берцовой кости правой ноги. Уже в 17 лет его карьера футболиста могла оборваться. Но громадное терпение и сила воли позволили Антонио восстановиться после травмы. Он не играл целый год. В сезоне 1987/1988 Конте принял участие всего в трёх матчах Серии В и двух в Кубке Италии. Его команда снова пробилась в элиту, став единственной, кто ни разу не проиграл дома.
В первом полноценном для себя сезоне в Серии А Антонио провёл 19 матчей и помог «Лечче» не только остаться в элите ещё на год, но и взобраться на 9-е место в чемпионате. Это рекордная позиция для клуба за всю историю.
В следующих двух сезонах Антонио Конте уже твёрдый игрок основы южного клуба, а в чемпионате 1989/90 Антонио забивает единственный свой гол в Серии А за «Лечче». В поединке против «Наполи» во главе с Диего Марадоной «красно-жёлтые» уступили 2:3, но свой гол Конте всё-таки забил.
После трёх подряд сезонов в элите «Лечче» занял 15-е место при 18-ти командах и снова вылетел в Серию В. После этого, Антонио Конте отыграл за «красно-жёлтых» ещё полсезона, а затем тогдашний тренер команды экс-ювентини Збигнев Бонек сосватал перспективного полузащитника своему бывшему тренеру Джованни Трапаттони. Всего в составе «Лечче» Антонио Конте отыграл 6 с половиной сезонов (С 1985 по 1992 годы). В Серии А он провёл 77 матчей и забил один гол, в Серии В — 12 матчей, в Кубке Италии — 14 матчей (один гол).

### «Ювентус»
В «Ювентус» Конте перешёл в ноябре 1991 года за 4,8 млн долл. Для сравнения, годом ранее переход Роберто Баджо из «Фиорентины» в «Ювентус» стал мировым рекордом трансферов и стоил «Юве» 14 млн долларов.
Дебют Антонио в новой команде состоялся 17 ноября 1991 года в туринском дерби. На последней минуте игры «бьянконери» выигрывали у «Торино» 1:0 благодаря голу Пьерлуиджи Казираги, и Трапаттони, дабы убить время, провёл тактическую замену — убрал с поля нападающего Скиллачи и выпустил опорного хавбека Конте. Матч так и закончился минимальной победой «Ювентуса». В первом своём сезоне за «Ювентус» Конте отыграл 20 матчей (14 в Серии А и 6 в Кубке Италии), отметившись при этом одним удалением в финале Кубка против «Пармы» (0:2). За весь сезон Антонио сыграл всего один полный матч (в Кубке Италии против «Интера» — 1:0). Команда стала дважды второй — в чемпионате отстали от «Милана» на 8 очков, а в Кубке проиграли в финале «пармезанцам» 1:0 и 0:2.
В следующем сезоне Конте стал уже полноценным игроком основного состава. За 47 матчей, которые Антонио сыграл в сезоне 1992/1993, он лишь раз выходил на замену. Причём именно в этом матче (в Кубке УЕФА против кипрского «Анортосиса») Конте забил свой первый мяч за «Юве» (ювентини разгромили соперника 6:1). Учитывая силу «Милана» в начале 1990-х, с которым в Серии А было тягаться неимоверно трудно, «Ювентус» в сезоне 1992/1993 сделал ставку на кубковые турниры. В национальном кубке «старая синьора», ни разу не проиграв, остановилась в шаге от финала. «бьянконери» уступили землякам из «Торино» благодаря большему количеству голов забитых на выезде. В Кубке УЕФА «Ювентус» сполна отыгрался за все неудачи сезона, сметая со своего пути всех соперников, в том числе «Бенфику», «Пари Сен-Жермен» и дортмундскую «Боруссию». Из 12-ти матчей «Юве» выиграл 10, раз сыграл вничью и раз проиграл при разнице мячей 31:6. Антонио Конте принял участие в 10-ти поединках из 12-ти и выиграл свой первый трофей со «старой синьорой». В этом же сезоне Конте отметился единственным «дублем» за всю свою профессиональную карьеру. 10 апреля 1993 года в туринском дерби «Юве» благодаря голам Антонио обыграл «гранатовых» со счётом 2:1.
Сезон 1993/1994 стал последним в «Юве» для легендарного тренера Джованни Трапаттони. Джанни Аньелли надоело, что «Ювентус» почти 10 лет не выигрывал скудетто, и решил сменить тренера, доверившись молодому и малоизвестному в то время Марчелло Липпи. Для Антонио Конте сезон получился весьма удачным — из 44-х матчей, которые сыграл «Ювентус», Антонио принял участие в 41-м (36 матчей провёл без замен, в 4-х вышел на замену и ещё в одном был удалён).
В следующем сезоне Конте вместе с «Ювентусом» выиграл все итальянские трофеи и только в Европе остался без наград, проиграв в финале Кубка УЕФА «Парме» (0:1, 1:1). Тот сезон можно назвать одним бесконечным матчем с «пармезанцами». Команды между собой сыграли семь раз. Кроме еврокубковой встречи соперники играли в Серии А (3:1 и 4:0 в пользу «Юве»), в финале Кубка Италии (1:0 и 2:0 за «Ювентусом»), а также в Суперкубке Италии — 1:0 победила «старая синьора».
В сезоне 1995/1996 «Ювентус» дебютировал в Лиге чемпионов в матче против дортмундской «Боруссии», с которой в последние сезоны судьба регулярно сводила туринский клуб. На «Делле Альпи» уже на первой минуте встречи «Юве» пропустил от своего бывшего игрока Андреаса Мёллера. Однако ещё до перерыва «бьянконери» не только сравняли счёт, но и вышли вперёд. В середине второго тайма гол Антонио Конте окончательно склонил чаши весов в пользу «Юве» — 3:1. В 1999 году, когда Алессандро Дель Пьеро выбыл из строя, именно Конте забил победный для клуба гол в ворота «Олимпиакоса» в 1/4 финала Лиги чемпионов, позволив тем самым «Ювентусу» сыграть в полуфинале против «Манчестер Юнайтед». Поскольку в Серии А «Милан» оторвался довольно далеко, приоритетом была выбрана Лига чемпионов. Групповой турнир «Ювентус» прошёл с большим запасом, обеспечив себе первое место уже после четырёх туров. Конте забил ещё один победный гол в ворота шотландского «Рейнджерс». В плей-офф были повержены мадридский «Реал» и французский «Нант». В финале против «Аякса» Антонио вышел в стартовом составе, но из-за травмы не доиграл до перерыва. «Ювентус» выиграл в серии пенальти и завоевал свой второй Кубок чемпионов, но в чемпионате Италии даже серия из 6-ти побед на финише не помогла «Ювентусу» приблизиться к «Милану», и клуб занял второе место.
После того, как Джанлука Виалли и Фабрицио Раванелли отправились в Англию, Антонио Конте стал капитаном «Ювентуса». Впервые капитанскую повязку «Юве» Конте надел 20 апреля 1996 года в гостевом поединке с «Интернационале». Сезон 1996/97 Конте фактически полностью пропустил из-за травмы, сыграв только 10 матчей и забив один гол. Тем временем «Ювентус» выиграл Серию А, Суперкубок УЕФА, Межконтинентальный кубок, но проиграл финал Лиги чемпионов.
Антонио Конте — вот решение всех проблем. Когда ситуация становится угрожающей, когда надежда тает окончательно, он берёт дело в свои руки.
В следующем сезоне (1997/98) в первых трёх матчах, в которых он принимал участие, Конте забивал — в Суперкубке Италии «Виченце», в Серии А «Лечче» и в Кубке Италии — «Брешелло». Когда Антонио забил своей бывшей команде, он побежал к трибуне и на коленях просил прощение у тиффози «Лечче». В ворота «красно-жёлтых» Антонио, играя за «Ювентус», забил два гола. Во втором случае он тоже взятие ворот не праздновал, а просто молча пошёл к центру поля. В целом сезон выдался для Антонио значительно лучше, чем предыдущий. Он сыграл в 44-х матчах и забил в них 6 голов, а «Ювентус» снова стал чемпионом Италии и проиграл финал Лиги чемпионов.
Сезон 1998/1999 начался для Конте с очередной травмы. В июле 1998 года простой ушиб привёл к непонятным последствиям. Антонио парализовало так, что он не мог двигать верхней частью тела. Не дожидаясь выздоровления Антонио, Марчелло Липпи дал добро на то, чтобы Конте выставили на трансфер, мотивируя это тем, что его команде нужны только на 100 % здоровые игроки. Однако на защиту футболиста стали болельщики и отстояли капитана. Пока Конте боролся с недугом, капитанскую повязку Липпи отдал Алессандро Дель Пьеро. Тот сезон вышел провальным для «Ювентуса». Серьёзную травму почти в самом начале получил и Дель Пьеро, игра у команды разладилась, и Марчелло Липпи вынужден был подать в отставку. Ему на смену пришёл Карло Анчелотти, который ранее чуть не сделал провинциальную «Парму» чемпионом Италии. С приходом Анчелотти Антонио Конте вернули капитанскую повязку. В знак признания его заслуг перед командой болельщики с трибуны имени Гаэтано Ширеа подарили Антонио капитанскую повязку с надписью: «Где бы мы были без тебя, Антонио Конте, наш капитан».
За полсезона при Липпи Антонио не забил ни разу, а при Анчелотти в 19-ти матчах отметился 7-ю голами. Конте забивал в трёх матчах Лиги чемпионов подряд, при этом все голы были решающими. Сначала победный гол в Турине в 1/4 финала «Олимпиакосу» («Юве» выиграл 2:1). В ответной встрече команда была в пяти минутах от вылета из турнира, но Конте после скидки Индзаги забил спасительный гол. По окончании сезона Антонио Конте получил приглашение от «Фиорентины», которую тренировал Джованни Трапаттони. Игроки «Юве» пригрозили забастовкой в случае продажи капитана, и с Конте продлили контракт ещё на три года. После этого последовали два сезона, в которых «Ювентус» финишировал вторым в Серии А и невыразительно выступал в Европе, после чего вместо Карло Анчелотти снова пришёл Марчелло Липпи.
Выступления в «Юве» футболист завершил в 2004 году. За двенадцать лет, отданных клубу, он завоевал с ним практически все трофеи современного клубного футбола.

## Карьера в сборной
Своей уверенной игрой Антонио Конте привлёк внимание тренера Скуадры Адзурры Арриго Сакки, и перед чемпионатом мира в США Конте дебютировал в национальной сборной Италии. 27 мая 1994 года в Парме итальянцы принимали финнов. Антонио вышел в стартовом составе и был заменён на 78-й минуте на Роберто Донадони. Сакки остался доволен игрой дебютанта и включил Конте в список игроков, которые отправились в Америку. На чемпионат мира Антонио ехал резервистом, но в четвертьфинале против испанцев Конте был в стартовом составе и помог Скуадре Адзурре одолеть оппонента — 2:1. В следующем матче против сборной Болгарии Конте вышел на замену в начале второго тайма и помог команде удержать победный счёт 2:1. В финале, который команда Италии проиграла по пенальти Бразилии, он не участвовал.
9 октября 1996 года в Перудже в отборочном матче чемпионата мира с грузинской сборной Антонио получил тяжёлую травму, из-за которой не играл за «Ювентус» 196 дней. Из-за этого Конте пришлось пропустить и чемпионат мира. В 2000 году Конте играл на чемпионате Европы за итальянскую сборную, проведя три встречи против Турции, Бельгии и Румынии. Именно гол Антонио Конте стал первым в матче с Турцией, забитым на 52-й минуте. В четвертьфинале против Румынии игрок румынской сборной Георге Хаджи на 54-й минуте наступил на ногу Конте и травмировал его, получив жёлтую карточку и затем заработав удаление после второй жёлтой на 59-й минуте.

## Стиль игры
Считается, что Конте был одним из самых важных итальянских полузащитников своего поколения, Антонио считался быстрым, энергичным и тактически разносторонним футболистом на протяжении всей своей карьеры, который мог выполнять любую роль в полузащите своей команды, обычно был действуя в центре, иногда — в роли box-to-box. Использовался на правом фланге из-за его умения отдавать точные передачи. Конте был трудолюбивым и умным игроком, обладающим врождённой способностью читать игру, известен своими лидерскими качествами и несломимым духом; эти атрибуты в сочетании с его умелым первым касанием, скоростью работы с мячом, упорством и склонностью совершать быстрые и резкие рывки позволяли ему эффективно помогать его команде как в атакующих действиях, так и в защитных. Имел поставленный удар, благодаря которому Конте мог отличиться забитым мячом из-за пределов штрафной области. Считался физически сильным и умел играть головой в воздухе, несмотря на то, что он не был высоким игроком. Довольно часто подвергался различным травмам.

## Тренерская карьера

### Начало
В декабре 1998 года Конте прошёл тест третьей категории, что давало право тренировать команды Серии С. При этом Антонио показал лучшие результаты среди 42-х участников, которые сдавали тест вместе с ним. Играя под руководством таких именитых тренеров, как: Джованни Трапаттони, Марчелло Липпи, Арриго Сакки, Дино Дзоффа, Карло Маццоне, Эудженио Фашетти и Карло Анчелотти, Антонио многому у них научился. С 2008 года Конте начал работать тренером. Руководимый им «Бари» в сезоне 2008/09 выиграл чемпионат в Серии B, но из-за разногласий с руководством клуба по вопросам трансферной политики Конте не стал продлевать контракт и покинул клуб.
21 сентября 2009 года Антонио Конте стал главным тренером «Аталанты». 7 января 2010 года он был уволен со своего поста.
23 мая 2010 года назначен на пост главного тренера «Сиены». Контракт был подписан на 2 года. По результатам сезона 2010/11 «Сиена» вернулась в Серию А.

### «Ювентус»
18 мая 2011 года Антонио Конте достиг принципиальной договорённости с руководством «Ювентуса» о том, что он возглавит команду в сезоне 2011/12. 31 мая 2011 года Конте был назначен главным тренером «Ювентуса». Контракт был подписан на два года.
6 мая 2012 года «Ювентус» под руководством Конте выиграл гостевой матч против «Кальяри» (2:0), тем самым досрочно завоевав титул чемпионов Италии сезона 2011/12, имея 0 в графе поражения (из клубов ведущих европейских чемпионатов последним такого успеха добивался лондонский «Арсенал» в 2004 году), кроме того, команда дошла до финала кубка Италии, но в решающем матче уступила «Наполи», потерпев единственное поражение в сезоне.
Перед сезоном 2012/2013 Антонио Конте получил десятимесячную дисквалификацию за недоносительство о договорных матчах в ходе сезона 2010/11, когда он возглавлял «Сиену» (на время дисквалификации «Ювентус» возглавлял Массимо Каррера). Вскоре дисквалификация была сокращёна до 4 месяцев. Несмотря на это, туринский клуб завоевал чемпионский титул ещё за три тура до финиша чемпионата, а в Лиге чемпионов дошёл до четвертьфинала, уступив «Баварии». В следующем сезоне «Юве» вновь стал чемпионом, однако в Лиге чемпионов выступил неудачно, заняв 3-е место в группе и не выйдя в плей-офф. В Лиге Европы, финал которой прошёл на домашнем стадионе «Ювентуса», подопечные Конте дошли до полуфинала, где по итогам двух матчей уступили «Бенфике».

15 июля 2014 года, проведя три блистательных сезона в «Юве» и став любимчиком болельщиков, Антонио Конте покинул пост главного тренера «Ювентуса». Причины ухода Антонио остаются неясны: некоторые говорят, что он был не согласен с трансферной политикой клуба. Однако капитан команды Джанлуиджи Буффон опроверг эти слухи: 
Я не знаю, почему Антонио решил уйти, но это точно не из-за трансферных вопросов. Возможно, было нечто другое.
 Также по поводу ухода Конте высказался Павел Недвед: 
Антонио ушёл в отставку не из-за каких-то разногласий с руководителями клуба. Просто у него не было сил продолжать работу.

### Сборная Италии
После ухода из «Ювентуса» имя Антонио Конте появилось в списке кандидатов на пост главного тренера сборной Италии. 14 августа 2014 года Конте возглавил национальную сборную, подписав с федерацией футбола Италии двухлетний контракт. В первом матче под руководством Конте «скуадра адзурра» со счётом 2:0 переиграла сборную Нидерландов. В феврале 2015 года стало известно, что Конте может покинуть сборную Италии из-за отказа «Ювентуса» и «Ромы» отпустить своих игроков в сборную на февральские сборы, однако конфликт был улажен. Под руководством Конте сборная Италии успешно преодолела отборочный турнир к Евро-2016, выиграв семь матчей из десяти и трижды сыграв вничью. 15 марта 2016 года на пресс-конференции президент федерации футбола Италии Карло Тавеккио объявил о том, что Конте покинет пост главного тренера сборной Италии после Евро-2016.
На самом европейском первенстве итальянцы без особых сложностей вышли из группы, гарантировав выход в плей-офф после первых двух матчей (в этих матчах были обыграны сборные Бельгии и Швеции), а в третьем, уже ничего не решающем матче, подопечные Конте позволили себе уступить ирландской сборной. В 1/8 финала сборная Италии со счётом 2:0 обыграла действующих чемпионов Европы — испанцев и вышла в четвертьфинал, после чего многие стали называть Италию фаворитом чемпионата. Соперником итальянцев на следующей стадии турнира стали чемпионы мира — немцы. Основное и дополнительное время матча закончилось вничью 1:1, а в серии пенальти удачливее оказались футболисты сборной Германии. Сразу после окончания Евро-2016 Конте покинул пост главного тренера итальянской сборной.

### «Челси»
4 апреля 2016 года официальный сайт английского клуба «Челси» объявил, что сразу по окончании Евро-2016 Конте возглавит клуб, подписав контракт сроком на три года. 15 августа Конте дебютировал на посту главного тренера «Челси», переиграв со счётом 2:1 «Вест Хэм Юнайтед». Под руководством итальянского специалиста «Челси» провёл весьма уверенный сезон, вернув себе титул чемпионов Англии (обеспечив его себе за два тура до окончания чемпионата), а также выйдя в финал Кубка Англии. В финале Кубка подопечные Конте со счётом 1:2 уступили «Арсеналу», однако, несмотря на эту неудачу, итальянец был признан лучшим тренером сезона в Англии по версии экспертов и болельщиков.
18 июля 2017 года Конте продлил контракт с лондонским клубом на два года. The Daily Telegraph сообщает, что за этот период итальянский специалист заработает £ 19,2 млн (около € 21,6 млн). Прежний контракт истекал летом 2019 года. Таким образом, Антонио Конте стал самым высокооплачиваемым тренером в истории «Челси». Итальянец обошёл Жозе Моуринью, который в 2015 году зарабатывал в лондонской команде £ 7,5 млн (около € 8,6 млн) в год. Новый контракт Антонио Конте был рассчитан до лета 2019 года.
18 июня 2018 года пресса объявила о скором расторжении контракта Конте с «Челси» и выплате неустойки в 9,5 млн фунтов стерлингов за досрочное расторжение договора.12 июля 2018 Конте был уволен из лондонского клуба из-за разногласий с руководством.
Клуб выплатит компенсацию в размере 10 миллионов евро за разрыв контракта с бывшим тренером.

### «Интернационале»
31 мая 2019 года официальный сайт «Интера» объявил о назначении Конте на пост главного тренера клуба. В чемпионате Италии «Интер» стартовал с шести побед подряд, после чего уступил «Ювентусу» со счётом 1:2. На протяжении большей части сезона «нерадзурри» участвовали в чемпионской гонке с «Ювентусом» и «Лацио» и заняли итоговое второе место, лишь на одно очко отстав от «старой синьоры» (которая оформила чемпионство за два тура до конца сезона). Этот результат стал для «Интера» лучшим в Серии А за последние девять лет. Помимо этого «нерадзурри» сумели дойти до финала Лиги Европы УЕФА, но в решающем матче со счётом 2:3 уступила испанской «Севилье».
2 мая 2021 года «Интер» за четыре тура до конца чемпионата досрочно стал чемпионом Италии, тем самым прервав девятилетнее доминирование «Ювентуса». Однако уже 26 мая 2021 года Конте и «Интер» расторгли контракт по обоюдному согласию сторон. В СМИ отмечалось, что причиной этому послужили расхождения между тренером и руководством клуба, которые намеревалось продать несколько ведущих игроков и существенно сократить расходы.

### «Тоттенхэм Хотспур»
2 ноября 2021 года Конте подписал контракт с «Тоттенхэм Хотспур» до 2023 года с опцией продления, хотя ранее не рассматривал данный вариант продолжения карьеры. Изначально Антонио Конте рассматривался в качестве замены Стиву Брюсу в «Ньюкасл Юнайтед» и Уле Гуннару Сульшеру в «Манчестер Юнайтед». Однако предложение «сорок» не заинтересовало тренера, а руководство «красных дьяволов» отказалось от идеи приглашения специалиста: Конте хотел зарабатывать €15 млн в год. На момент назначения Конте «Тоттенхэм Хотспур» занимал 9-е место в турнирной таблице чемпионата Англии, однако по итогам сезона занял 4-е место, квалифицировавшись в Лигу чемпионов на следующий сезон. 26 марта 2023 года Конте и «Тоттенхэм Хотспур» разорвали контракт по обоюдному согласию.

### «Наполи»
5 июня 2024 года Конте стал главным тренером «Наполи», подписав контракт на три года. В первом сезоне привёл клуб к победе в чемпионате Италии, тем самым став первым тренером, выигрывавшим «скудетто» с тремя разными клубами.

## Личная жизнь
Его отец Козимо — бизнесмен, занимается автомобилями, мать Ада в прошлом модельер одежды. У Антонио есть два младших брата Джанлука (младше на 6 лет) и Даниэле (младше на 11 лет). Жена Конте — Элизабетта Мускарелла — младше Антонио на шесть лет. До женитьбы будущие супруги были знакомы 15 лет. Спустя два года у них родилась дочь Витториа.
Помимо своего родного итальянского языка Конте разговаривает и на английском.

## Достижения

### В качестве игрока
«Ювентус»
- Чемпион Италии (5): 1994/95, 1996/97, 1997/98, 2001/02, 2002/03
- Обладатель Кубка Италии: 1995
- Обладатель Суперкубка Италии (4): 1995, 1997, 2002, 2003
- Победитель Кубка УЕФА: 1993
- Победитель Лиги чемпионов УЕФА: 1996
- Обладатель Суперкубка УЕФА: 1996
- Обладатель Межконтинентального кубка: 1996
- Обладатель Кубка Интертото: 1999

### В качестве тренера
«Бари»
- Чемпион Серии B: 2008/09

«Ювентус»
- Чемпион Италии (3): 2011/12, 2012/13, 2013/14
- Обладатель Суперкубка Италии (2): 2012, 2013

«Челси»
- Чемпион Англии: 2016/17
- Обладатель Кубка Англии: 2017/18

«Интернационале»
- Чемпион Италии: 2020/21

«Наполи»
- Чемпион Италии: 2024/25

### Личные
- Кавалер ордена «За заслуги перед Итальянской Республикой» (2000)[77]
- Обладатель трофея «Серебряная скамья»: 2009[78]
- Обладатель трофея «Золотая скамья» (4): 2012[79], 2013[80], 2014[81], 2021[82]
- Футбольный тренер года в Италии (Оскар дель Кальчо) (4): 2012, 2013[83], 2014[84], 2021[85]
- Тренер года по версии Globe Soccer Awards: 2013[86]
- Обладатель Premio Nicola Ceravolo: 2013
- Тренер месяца английской Премьер-лиги (3): октябрь 2016, ноябрь 2016, декабрь 2016[87]
- Тренер сезона английской Премьер-лиги: 2016/17[87][88]
- Тренер года в Англии по версии LMA: 2017[89]
- Введён в Зал славы итальянского футбола: 2021[90]

## Статистика

### Игровая
| Выступление      | Выступление      | Выступление      | Лига | Лига | Кубок страны | Кубок страны | Еврокубки | Еврокубки | Другие | Другие | Итого | Итого |
| Клуб             | Лига             | Сезон            | Игры | Голы | Игры         | Голы         | Игры      | Голы      | Игры   | Голы   | Игры  | Голы  |
| ---------------- | ---------------- | ---------------- | ---- | ---- | ------------ | ------------ | --------- | --------- | ------ | ------ | ----- | ----- |
| Лечче            | Серия A          | 1985/86          | 2    | 0    | 0            | 0            | 0         | 0         | 0      | 0      | 2     | 0     |
| Лечче            | Серия B          | 1986/87          | 0    | 0    | 2            | 0            | 0         | 0         | 0      | 0      | 2     | 0     |
| Лечче            | Серия B          | 1987/88          | 2    | 0    | 2            | 0            | 0         | 0         | 0      | 0      | 4     | 0     |
| Лечче            | Серия A          | 1988/89          | 19   | 0    | 2            | 0            | 0         | 0         | 0      | 0      | 21    | 0     |
| Лечче            | Серия A          | 1989/90          | 28   | 1    | 1            | 0            | 0         | 0         | 0      | 0      | 29    | 1     |
| Лечче            | Серия A          | 1990/91          | 22   | 0    | 2            | 0            | 0         | 0         | 0      | 0      | 24    | 0     |
| Лечче            | Серия B          | 1991/92          | 8    | 0    | 2            | 1            | 0         | 0         | 0      | 0      | 10    | 1     |
| Лечче            | Итого            | Итого            | 81   | 1    | 11           | 1            | 0         | 0         | 0      | 0      | 92    | 2     |
| Ювентус          | Серия А          | 1991/92          | 15   | 0    | 6            | 0            | 0         | 0         | 0      | 0      | 21    | 0     |
| Ювентус          | Серия А          | 1992/93          | 31   | 2    | 6            | 0            | 10        | 1         | 0      | 0      | 47    | 3     |
| Ювентус          | Серия А          | 1993/94          | 32   | 4    | 1            | 0            | 8         | 0         | 0      | 0      | 41    | 4     |
| Ювентус          | Серия А          | 1994/95          | 23   | 1    | 4            | 0            | 5         | 2         | 0      | 0      | 32    | 3     |
| Ювентус          | Серия А          | 1995/96          | 29   | 5    | 2            | 0            | 9         | 2         | 1      | 0      | 41    | 7     |
| Ювентус          | Серия А          | 1996/97          | 6    | 0    | 1            | 1            | 3         | 0         | 0      | 0      | 10    | 1     |
| Ювентус          | Серия А          | 1997/98          | 28   | 4    | 6            | 1            | 9         | 0         | 1      | 1      | 44    | 6     |
| Ювентус          | Серия А          | 1998/99          | 29   | 4    | 2            | 0            | 6         | 3         | 1      | 0      | 38    | 7     |
| Ювентус          | Серия А          | 1999/00          | 28   | 4    | 2            | 1            | 8         | 2         | 0      | 0      | 38    | 7     |
| Ювентус          | Серия А          | 2000/01          | 21   | 2    | 2            | 1            | 5         | 0         | 0      | 0      | 28    | 3     |
| Ювентус          | Серия А          | 2001/02          | 20   | 1    | 5            | 0            | 4         | 0         | 0      | 0      | 29    | 1     |
| Ювентус          | Серия А          | 2002/03          | 18   | 1    | 2            | 0            | 7         | 0         | 0      | 0      | 27    | 1     |
| Ювентус          | Серия А          | 2003/04          | 16   | 1    | 4            | 0            | 4         | 0         | 0      | 0      | 24    | 1     |
| Ювентус          | Итого            | Итого            | 296  | 29   | 43           | 4            | 78        | 10        | 3      | 1      | 420   | 44    |
| Всего за карьеру | Всего за карьеру | Всего за карьеру | 377  | 30   | 54           | 5            | 78        | 10        | 3      | 1      | 512   | 46    |

### Тренерская
| Команда           | Начало работы    | Завершение работы | Показатели | Показатели | Показатели | Показатели | Показатели |
| Команда           | Начало работы    | Завершение работы | И          | В          | Н          | П          | % побед    |
| ----------------- | ---------------- | ----------------- | ---------- | ---------- | ---------- | ---------- | ---------- |
| Ареццо            | 1 июля 2006      | 31 октября 2006   | 12         | 3          | 5          | 4          | 025,00     |
| Ареццо            | 13 марта 2007    | 30 июня 2007      | 15         | 8          | 3          | 4          | 053,33     |
| Бари              | 27 декабря 2007  | 23 июня 2009      | 67         | 32         | 22         | 13         | 047,76     |
| Аталанта          | 21 сентября 2009 | 7 января 2010     | 14         | 3          | 4          | 7          | 021,43     |
| Сиена             | 1 июля 2010      | 21 мая 2011       | 44         | 22         | 14         | 8          | 050,00     |
| Ювентус           | 22 мая 2011      | 15 июля 2014      | 151        | 102        | 34         | 15         | 067,55     |
| Сборная Италии    | 14 августа 2014  | 3 июля 2016       | 24         | 14         | 6          | 4          | 058,33     |
| Челси             | 14 июля 2016     | 12 июля 2018      | 106        | 70         | 15         | 21         | 066,04     |
| Интернационале    | 31 мая 2019      | 26 мая 2021       | 102        | 64         | 23         | 15         | 062,75     |
| Тоттенхэм Хотспур | 2 ноября 2021    | 26 марта 2023     | 76         | 41         | 12         | 23         | 053,95     |
| Наполи            | 5 июня 2024      | н. в.             | 41         | 25         | 11         | 5          | 060,98     |
| Итого             | Итого            | Итого             | 652        | 384        | 149        | 119        | 058,90     |